# کسر تحویل‌ناپذیر
کسر تحویل‌ناپذیر (یا کسر ساده شده یا کسر غیرقابل قسم) کسری است که صورت و مخرج آن اعداد صحیحی هستند که هیچ مقسوم‌علیه مشترکی به جز ۱ (و ۱-، در صورتی که اعداد منفی درنظر گرفته شود) ندارند. به عبارت دیگر کسر a/b تحویل ناپذیر است اگر و تنها اگر a و b متباین باشند، یعنی ب.م.م a و b برابر با ۱ باشد. در ریاضیات عالی، نیز ممکن است به کسر گویایی اشاره داشته باشد که صورت و مخرج آن چند جمله‌ای‌های متباین باشند.
هر عدد گویای مثبت را می‌توان دقیقاً با یک روش به صورت کسری ساده شده نشان داد.
تعریف دیگری که هم ارز تعرف قبلی است و می‌تواند گاهی مفید باشد: با فرض اینکه a و b اعدادی صحیح باشند کسر a/b تحویل‌نایذیر است، اگر و تنها اگر کسری برابر با آن مثل c/d وجود داشته باشد؛ به طوری که |c| <|a| یا |d| <|b| که در آن |a| ، قدر مطلق a است. (دو کسر a/b و c/d برابر هستند یا یه طور هم ارز می‌توان گفت اگر و تنها اگر ad = bc.)
مثلاً کسرهای ۱/۴، ۵/۶ و ۱۰۱/۱۰۰− همگی تحویل‌ناپذیرند اما کسر ۲/۴ تحویل‌پذیر است؛ زیرا مقدار آن برابر ۱/۲ است و ب‌م‌م ۱ و ۲ برابر ۱ است.

## نمونه‌ها
{\displaystyle {\frac {120}{90}}={\frac {12}{9}}={\frac {4}{3}}\,.}
در ابتدا صورت و مخرج به ۱۰ که شمارندهٔ مشترک ۱۲۰ و ۹۰ است ساده می‌شوند. در مرحلهٔ بعد ۱۲ و ۹ به ۳ ساده می‌شوند. نتیجه نهایی ۴/۳ است، که کسری تحویل‌ناپذیر است ۴ و ۳ هیچ مقسوم علیه مشترکی به جز ۱ ندارند.
با به دست آودن ب‌م‌م ۹۰ و ۱۲۰ می‌توان کسر اصلی را تنها در یک مرحله ساده کرد ۳۰ ( (۹۰،۱۲۰)ب.م.م=۳۰ ). ۱۲۰ / ۳۰ = ۴ و ۹۰ / ۳۰ = ۳، که نتیجه می‌دهد:
{\displaystyle {\frac {120}{90}}={\frac {4}{3}}.}

## یکتایی
نمایش تحویل‌ناپذیر هر کسر گویا به صورت یکتاست.